# ده بنار یوسفی
ده بنار یوسفی، مرکز دهستان سرآسیاب یوسفی و روستایی از توابع بخش سرآسیاب یوسفی شهرستان بهمئی در استان کهگیلویه و بویراحمد ایران است.

## جمعیت
روستای ده بنار یوسفی در دهستان سرآسیاب یوسفی قرار دارد و براساس سرشماری عمومی نفوس و مسکن در سال ۱۳۹۵، جمعیت آن ۲۴۲ نفر (۶۰ خانوار) بوده است.